# 2012년 4월 죽음
다음은 2012년 4월에 사망한 저명한 인물 목록이다.
- 4월 1일
  - 멕시코의 제59대 대통령 미겔 데 라 마드리드
  - 일본의 병리학자 모리 와타루
- 4월 2일 - 미국의 야구선수 앨리 클라크
- 4월 3일 -스페인의 축구선수 호세 마리아 사라가
- 4월 4일 - 프랑스의 영화감독 클로드 밀러
- 4월 5일
  - 말라위의 제3대 대통령 빙구 와 무타리카
  - 아일랜드의 음악가 바니 매케나
- 4월 6일 - 중화인민공화국의 반체제 인사 팡리즈
- 4월 9일 - 일본의 성우 아오노 다케시
- 4월 11일 - 알제리공화국의 초대 대통령 아메드 벤 벨라
- 4월 12일 - 소련의 축구선수 블라디미르 아스타폽스키
- 4월 13일 - 미국의 영화배우 빅터 아놀드
- 4월 14일
  - 대한민국의 축구선수 이경환
  - 미국의 영화배우 윌리엄 핀리
  - 이탈리아의 축구선수 피에르마리오 모로시니
  - 일본의 영화배우 아라키 시게루
  - 캐나다의 영화배우 조나단 프라이드
- 4월 15일
  - 대한민국의 역사학자 이진희
  - 오스트레일리아의 수영선수 머리 로즈
- 4월 16일
  - 덴마크의 기업인 머스크 맥키니 몰러
  - 이탈리아의 변호사 응오딘레꾸옌
- 4월 19일 - 미국의 가수 레번 헬름
- 4월 20일 - 독일의 영화배우 페터 카르스텐
- 4월 21일
  - 대한민국의 지휘자 김성태
  - 미국의 변호사 찰스 콜슨
- 4월 25일 - 미국의 영화배우 폴 L. 스미스
- 4월 27일
  - 대한민국의 정치인 선경식
  - 미국의 야구선수 빌 스코우런
- 4월 28일
  - 미국의 영화배우 월터 매슈스
  - 스페인의 시인 마틸데 카무스
- 4월 29일 - 대한민국의 군인 이한림
- 4월 30일
  - 노르웨이의 수영선수 알렉산데르 달레 오엔
  - 대한민국의 국회의원 심현직
  - 미국의 영화배우 조지 머덕
  - 이스라엘의 역사가 벤지온 네타냐후